# الدقة والضباطة

الفرق بين الدقة والضبط

الدقة والضباطة هما مفهومان في علم القياس من أجل توصيف مقدار الخطأ عند إجراء قياس ما. 
- الدقة (بالإنجليزية: Precision)‏: مدى التقارب بين القراءات، أو قيم الكمية المقاسة المستحصلة بقياسات مكررة أجريت في ظروف محددة باستخدام الأداة ذاتها على نفس الغرض أو على أغراض متماثلة.[1][2]
- الضباطة (بالإنجليزية: Accuracy)‏: مدى التقارب بين القيمة المقاسة و القيمة الصحيحة للكمية المراد قياسها.[1][2]

بالتالي وبأسلوب مبسط يمكن القول أن الضباطة تشير إلى اقتراب القياسات من قيمة مرجعية محددة؛ بينما تشير الدقة إلى تقارب القياسات من بعضها البعض. بعبارات أبسط، بأخذ مجموعة من نقاط المعطيات من قياسات متكررة لنفس الكمية، يمكن وصف المجموعة بأنها مضبوطة إذا كان المتوسط قريبا من القيمة الحقيقية للكمية المقاسة، بينما يقال عن المجموعة إنها دقيقة (أو ذات تكرارية مرتفعة) إذا كانت القيم متقاربة فيما بينها. يمكن التعبير أيضاً أنه من حيث تحديد نوع الخطأ الملاحظ، فإن الدقة تهتم بتوصيف الأخطاء العشوائية، في حين أن الضباطة تهتم بتوصيف الأخطاء النظامية الممنهجة. 
بالإضافة إلى مفهومي دقة وضباطة القياس تضيف المنظمة الدولية للمعايير تعريفاً لمفهوم متعلق وهو صحة القياس (بالإنجليزية: Trueness)‏؛ وهو مدى التقارب بين المتوسط الحسابي لعدد كبير من القيم المقيسة المكررة وقيمة الكمية المرجعية. وفق معيار ISO 5725-1 فإن الضباطة مفهوم أعم تشمل مكوّني الدقة والصحة لقياس ما، مما يعني أن الحصول على ضباطة مرتفعة يتطلب دقة وصحة مرتفعتين.

## تعريف تقني شائع
في مجالات العلوم والهندسة، ضباطية منظومة القياس هي درجة اقتراب قياسات كمية ما إلى القيمة الحقيقية لتلك الكمية. أما دقة منظومة القياس فهي درجة تكرار القياسات المتتابعة لنفس النتائج تحت ظروف ثابتة. وبرغم ترادف كلمتي الضباطة والدقة في الاستخدام العام، فهما مصطلحان متباينان عندما يأتيان في سياق المنهجية العلمية.
يفضل مجال الإحصاء -حيث يؤدي تفسير القياسات دوراً محوريًّا-  استخدام مصطلحي الانحراف والتشتت بدلاً من الدقة والتكرارية: الانحراف هو مقدار الخطأ في الضباطية، والتشتت هو مقدار الخطأ في الدقة.
يمكن لمنظومة قياس أن تكون ذات ضباطة ودقة مرتفعتين أو العكس بضباطية ودقة منخفضتين كما يمكن أن تكون ذات  ضباطة مرتفعة ودقة منخفضة، أو أن تكون ذات دقة مرتفعة وضباطية منخفضة. على سبيل المثال، إذا احتوت تجربة على خطأ رتيب، فإن زيادة حجم العينة تزيد التكرارية بشكل عام ولكن لا تحسن الضباطية. تكون النتيجة مصفوفة قراءات منسجمة، لكنها غير دقيقة ناتجة عن التجربة المعيبة. يمكن أن تحسّن إزالةُ الأخطاء الرتيبة الضباطية دون أن تغير الدقة.
تعتبَر منظومة قياس صالحةً إذا كانت ذات ضباطية ودقة مرتفعتين معاً. تشمل المصطلحات المتعلقة بهذه المفاهيم الانحرافَ (الأخطاء غير العشوائية أو الآثار الموجَّهة الناتجة عن عامل أو عوامل غير متعلقة بالمتغير المستقل)، والخطأَ (التشتت أو الانحراف العشوائي).
تُستخدم هذه المصطلحات أيضاً في القياسات غير المباشرة (وهي القيم التي يُحصل عليها نتيجة إجراء حسابي على المعطيات المدروسة).
بالإضافة إلى الضباطية والدقة، يمكن أن يعرَّف في القياسات أيضاً تمييزُ التدريج (أو التفريق)، وهو أصغر تغير في القيمة الفيزيائية المقاسة ينتج عنه استجابة في القياس.
في التحليل العددي، تعَد الضباطية أيضاً اقترابَ الحساب من القيمة الحقيقية، لكن الدقة هو تمييز التمثيل، ويعرَف عادة من خلال أصغر تدريجة عشرية أو ثنائية (في نظام العد الثنائي).
في المصطلحات العسكرية، تشير الضباطية بشكل أساسي إلى دقة إطلاق النار (جوستيس دو تير justesse de tir)، في حين يعبِّر مصطلح الدقة عن اقتراب مجموعة الطلقات أو القذائف من مركز الهدف.

### التكميم
في مجال المعدات الصناعية، تعَد الضباطة التسامحَ في القياس أو سماحية الجهاز، وتعرِّف حدود الأخطاء المرتكبة عند استخدام الجهاز في ظروف التشغيل العادية.
بشكل مثالي، يكون جهاز القياس ذا دقة وضبط مرتفعين، وكل قياساته متقاربة ومتزاحمة حول القيمة الحقيقية. تحقَّق الدقة والضبط من خلال القياس المتكرر لمعيار مرجعي يمكن تتبع أصله. يضع نظامُ الوحدات الدولي (يكتب اختصاراً إس آي من الفرنسية: Système international d'unités) هذه المعاييرَ، وتضمن تطبيقَها منظمات معايير وطنية (أو منظمات تقييس) كالمعهد الوطني للمعايير والتكنولوجيا في الولايات المتحدة الأمريكية.
ينطبق هذا أيضاً على حالة تكرار القياسات واستخراج متوسطها الحسابي. في هذه الحالة ينطبق بدقة مصطلح الخطأ المعياري: دقة وتكرارية المتوسط تساوي الانحراف المعياري المعروف مسبقاً للعملية مقسوماً على الجذر التربيعي لعدد القياسات التي أُخذ منها المتوسط الحسابي. تظهِر نظرية الحد المركزي أن التوزع الاحتمالي للقياسات التي يحسب متوسطها الحسابي بهذه الطريقة سيكون أقرب إلى التوزع الطبيعي من القياسات التي تجرى بشكل فردي.
فيما يخص الضباطة يمكننا التمييز بين:
- الفرق بين الوسط الحسابي للقياسات والقيمة المرجعية، والانحراف. من الضرورة تصحيح الانحراف وتحديده لأجل المعايرة.
- الأثر المشترك لذلك مع الدقة.

من المتعارف عليه في العلم والهندسة التعبير عن الدقة و/أو الضباطة ضمنياً من خلال عدد الأرقام المعنوية. في هذه الحالة عندما لا يعبَّر عن ذلك صراحةً، يُفهم هامش الخطأ على أنه نصف أصغر تدريجة (آخر رقم معنوي). على سبيل المثال، كتابة 843.6 م أو 843.0 متر أو 800.0 متر تعني ضمنياً أن هامش الخطأ 0.05 م (آخر رقم معنوي هو من مرتبة الأعشار)، بينما تشير كتابة 8436 م ضمنياً إلى هامش خطأ مقداره 0.5 م (آخر رقم معنوي هو من مرتبة الآحاد).
قراءة 8,000 هكذا بأصفار متأخرة دون وجود فاصلة عشرية أمر يثير التساؤلات؛ يمكن فهم الأصفار المتأخرة على أنها أرقام معنوية أو غير ذلك. لتجنب هذا اللغط، يمكن استخدام التدوين العلمي للعدد: ##رمز## يشير إلى أن أول صفر هو رقم معنوي (وبالتالي فالهامش 50 م) بينما يشير ##رمز## إلى أن الأصفار الثلاثة أرقام معنوية، ما يعني هامشاً مقداره 0.5 م. بشكل مشابه، يمكن استخدام أحد مضاعفات وحدة القياس الأساسية: 8.0 كم تكافئ ##رمز##. في الواقع تشير إلى هامش مقداره 0.05 كم (50م). لكن الاعتماد على هذا العرف يمكن أن يؤدي إلى نتائج تعطي أخطاء ضبط كاذبة عند استقبال المعطيات من مصادر لا تتبع هذا النظام. على سبيل المثال، يعطي مصدرٌ العددَ 153,753 بضبط مقداره 5,000 +/- يبدو أنه بضبط 0.5 +/- . كان سيقرب إلى 154,000 حسب العرف.
تتضمن الدقة (أو التكرارية):
- العدالة: الانحراف الناشئ عند بذل كل الجهود اللازمة لإبقاء الظروف ثابتة باستخدام نفس جهاز القياس والمشغل والتكرار خلال فترة زمنية قصيرة؛
- الأمانة: الانحراف الناشئ عند استخدام نفس إجراء القياس بواسطة عدة أجهزة ومشغلين، على فترات زمنية أطول.